# Lista de jogos para Virtual Boy

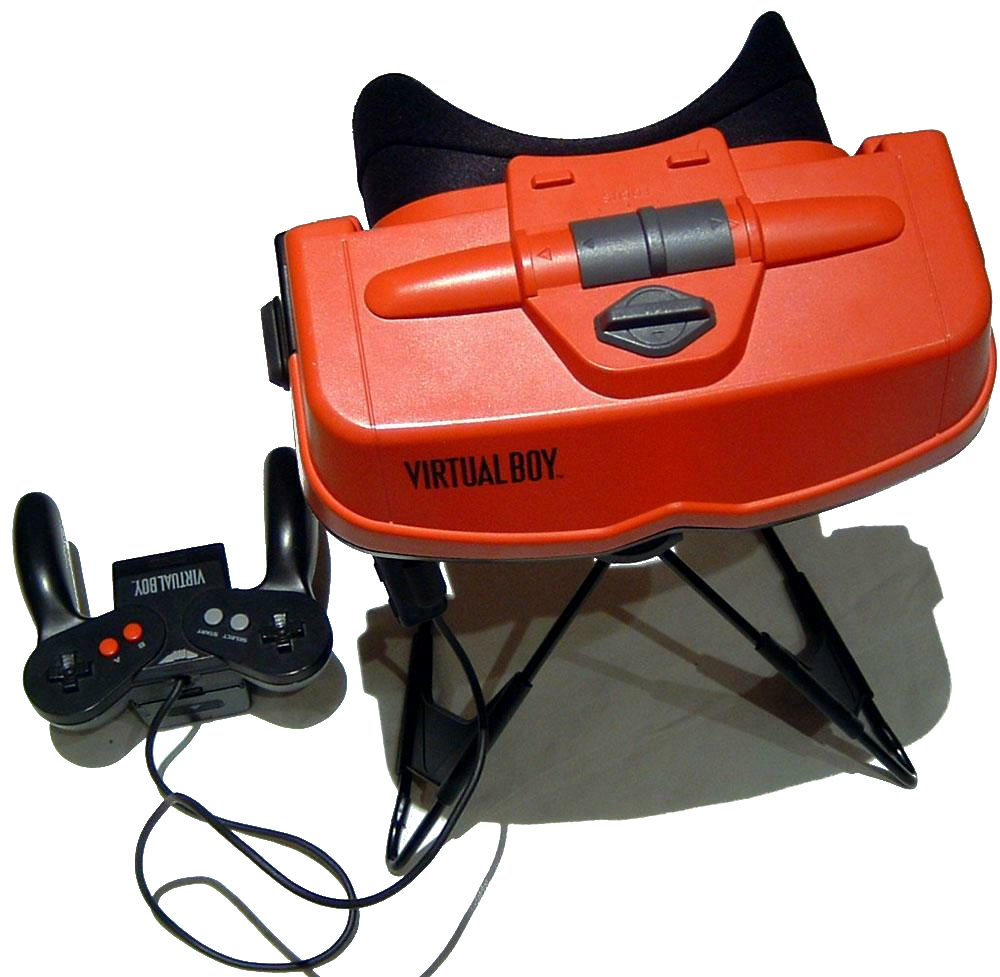
O console Virtual Boy, da Nintendo.

Esta é a lista dos jogos lançados para o Virtual Boy, o primeiro console portátil a produzir jogos em 3D. Ele foi criado e desenvolvido por Gunpei Yokoi, o mesmo criador do primeiro Game Boy e da série Metroid. O Virtual Boy foi lançado pela Nintendo no dia 21 de julho de 1995 no Japão e em 14 de agosto do mesmo ano na América do Norte, com os títulos de lançamento Mario's Tennis, Red Alarm, Teleroboxer e Galactic Pinball.[carece de fontes?] O último título oficial lançado para o Virtual Boy foi o 3D Tetris, lançado em 12 de março de 1996. No total, foram lançados 22 jogos para o portátil; destes, somente 14 chegaram à América do Norte. Os jogos mais famosos lançados para Virtual Boy incluem Virtual Boy Wario Land, Galactic Pinball, Mario's Tennis, Nester's Funky Bowling, e Red Alarm.
O Virtual Boy foi uma tentativa de simular a realidade virtual. Para jogar, o jogador deve enxergar através de um visor na frente do console, onde são projetadas imagens monocromáticas em vermelho e azul — uma técnica semelhante à usada em filmes IMAX. O Virtual Boy foi considerado um fracasso comercial, já que foram vendidas somente 770 mil unidades antes de ser abandonado um ano após seu lançamento. Razões para isto incluem a implementação de imagens monocromáticas em vermelho e azul ao invés de totalmente coloridas, a incapacidade de usar conveniente e confortavelmente o console, um preço introdutório alto de US$179,95 (como comparação, o Game Boy teve um preço introdutório de US$109,95) e a espera do público pela quinta geração de videogames, da qual pertencem os consoles Nintendo 64, Sega Saturn e PlayStation. Como outra consequência, Yokoi foi forçado a se demitir da Nintendo.

## Jogos lançados
| Título                            | Publicadora                 | Data de lançamento  | Data de lançamento   |
| Título                            | Publicadora                 | América do Norte    | Japão                |
| --------------------------------- | --------------------------- | ------------------- | -------------------- |
| 3D Tetris                         | Nintendo                    | 22 de março de 1996 | Não lançado          |
| Galactic Pinball                  | Nintendo                    | Agosto de 1995      | 21 de julho de 1995  |
| Golf                              | Nintendo (AN) T&E Soft (JP) | Novembro de 1995    | 11 de agosto, 1995   |
| Jack Bros.                        | Atlus                       | Outubro de 1995     | 29 de setembro, 1995 |
| Insmouse no Yakata                | I'Max                       | Não lançado         | 13 de outubro, 1995  |
| Mario Clash                       | Nintendo                    | Outubro de 1995     | 28 de setembro, 1995 |
| Mario's Tennis                    | Nintendo                    | Agosto de 1995      | 21 de julho, 1995    |
| Nester's Funky Bowling            | Nintendo                    | Fevereiro de 1996   | Não lançado          |
| Panic Bomber                      | Nintendo                    | Dezembro de 1995    | 21 de julho, 1995    |
| Red Alarm                         | Nintendo                    | Agosto de 1995      | 21 de julho, 1995    |
| SD Gundam Dimension War           | Bandai                      | Não lançado         | 22 de dezembro, 1995 |
| Space Invaders Virtual Collection | Taito                       | Não lançado         | 1 de dezembro, 1995  |
| Space Squash                      | Coconuts Japan              | Não lançado         | 29 de setembro, 1995 |
| Teleroboxer                       | Nintendo                    | Agosto de 1995      | 21 de julho, 1995    |
| V-Tetris                          | Bullet-Proof Software       | Não lançado         | 25 de agosto, 1995   |
| Vertical Force                    | Nintendo                    | Dezembro de 1995    | 12 de agosto, 1995   |
| Virtual Bowling                   | Athena                      | Não lançado         | 22 de dezembro, 1995 |
| Virtual Boy Wario Land            | Nintendo                    | Novembro de 1995    | 1 de dezembro, 1995  |
| Virtual Fishing                   | Pack-In-Video               | Cancelado           | 6 de outubro, 1995   |
| Virtual Lab                       | J-Wing                      | Não lançado         | 8 de dezembro, 1995  |
| Virtual League Baseball           | Kemco                       | Setembro de 1995    | 11 de agosto, 1995   |
| Waterworld                        | Ocean Software              | Dezembro de 1995    | Não lançado          |